# Abyssoherpia
Abyssoherpia is een geslacht van wormmollusken uit de  familie van de Drepanomeniidae.

## Soort
- Abyssoherpia ctenata Gil-Mansilla, García-Álvarez & Urgorri, 2011